# كمال الدين أبراو
كمال الدين أبراو (بالفرنسية: Camaldine Abraw)‏ مواليد (15 أغسطس 1990) لاعب كرة قدم توغولي يلعب في مركز المهاجم